# 陈宝森 (经济学家)
陈宝森（1924年8月—），北京人，中国经济学家，中国社会科学院美国研究所研究员，中国社会科学院荣誉学部委员。1946年毕业于上海圣约翰大学经济科。